# Naczynie przedwłosowate
Naczynie przedwłosowate, tętniczka przedwłosowata, prekapilara metaarteriola, metarteriola, (łac. vas precapillare, metaarteriola) – naczynie krwionośne znajdujące się między najmniejszymi tętnicami (tętniczkami) a naczyniami włosowatymi. Od naczyń włosowatych różni się występowaniem w ścianach komórek mięśni gładkich, przebiegających okrężnie lub spiralnie. Naczynia przedwłosowate mają średnicę 20–70 μm.